# Schlatt-Haslen
Schlatt-Haslen és un municipi i alhora un districte del cantó d'Appenzell Inner-Rhoden (Suïssa).